# Jiří Marek
Jiří Marek pseudonimo di Josef Jiří Puchwein (Praga, 30 maggio 1914 – Praga, 10 dicembre 1994) è stato uno scrittore, docente, giornalista, sceneggiatore ceco, fino al 1993 cecoslovacco.
Nel 1989 lo Stato gli conferì il titolo di Artista nazionale.